# Sergio Uñac
Sergio Mauricio Uñac (Pocito, San Juan; 15 de febrero de 1970) es un abogado, procurador y político argentino, actual Senador Nacional. Fue gobernador de la provincia de San Juan por dos períodos consecutivos (2015-2019 y 2019-2023). Previamente, fue vicegobernador (2011-2015) y ejerció el cargo de intendente de la Municipalidad de Pocito durante los períodos 2003-2007 y 2007-2011.
Su gestión, tanto departamental como provincial, estuvo marcada por la proyección y la planificación en materia deportiva, sanitaria, educativa y de obra pública, potenciando fuertemente la diversificación de la matriz productiva de San Juan. La política habitacional de San Juan fue reconocida como una de las más importantes del país; y el Programa “Mis Primeros Mil Días”, fue ejemplo nacional e internacional como política sanitaria.
En su primer mandato como gobernador fue políticamente oposición, frente a la presidencia de Mauricio Macri (2015-2019). El inicio de su segundo mandato, estuvo signado por la crisis mundial provocada por la pandemia del Covid-19 y un terremoto que azotó a la provincia de San Juan, en enero de 2021.

## Comienzos

### Familia
Hijo de la maestra Dora Ene San Martín y Joaquín “Coco” Uñac (1938-2003), ex intendente de Pocito, Sergio Mauricio Uñac nació el 15 de febrero de 1970 en la Provincia de San Juan. Su hermano José Rubén Uñac, nació 6 años antes, el 19 de marzo de 1964.

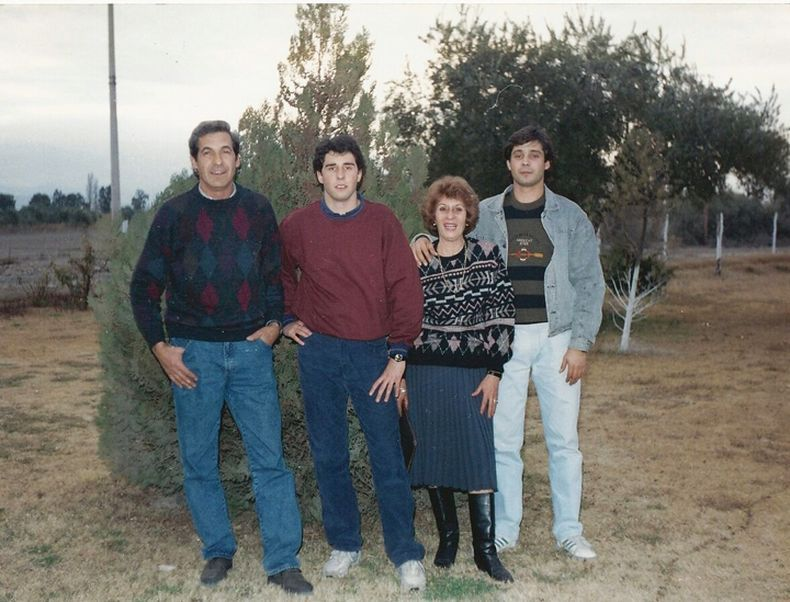
Sergio Uñac junto a su padre Joaquín, su madre Dora y su hermano Rubén.

Sergio Uñac cursó estudios primarios en la escuela Antonino Aberastain del departamento Pocito, y realizó el secundario en el Colegio Don Bosco, ubicado en la capital de la provincia, egresando en 1987 con el título de Bachiller Comercial.
Una vez concluida dicha etapa, ingresó a la Facultad de Derecho y Ciencias Sociales de la Universidad Nacional de Córdoba, Argentina, donde se recibió de Abogado y Procurador en 1994. En Córdoba fue participante activo de la Juventud Universitaria Peronista.
Está casado con la abogada Silvana del Valle Rodríguez, y tienen tres hijos: Melania, Gonzalo y Facundo Uñac.

### Funciones públicas y actividad partidaria
Sergio Uñac comenzó su actividad pública en 1995 como Asesor Letrado de la Municipalidad de Pocito (1995-1999 y 1999-2003), bajo la intendencia de su padre, Joaquín Uñac por dos períodos consecutivos.
En octubre de 2003 fue elegido Intendente del Departamento Pocito, siendo reelecto para el período 2007-2011. Durante estos años cumplió el rol de Presidente de la Junta Departamental de Pocito.
En 2011 integró la fórmula provincial como candidato a vicegobernador por la Provincia de San Juan, asumiendo esta función hasta el año 2015.
Tanto en las elecciones PASO como Generales de 2015, la fórmula Sergio Uñac gobernador – Marcelo Lima vicegobernador, obtiene amplia mayoría para conducir San Juan a partir del 10 de diciembre de dicho año. Esta sería la primera gobernación de Uñac.
De cara a las elecciones 2019, Sergio Uñac presentó el espacio “Frente Todos San Juan” para competir en las elecciones primarias del 31 de marzo y las generales del 2 de junio. Con la unidad como eje central de la convocatoria nacional, el espacio estaría integrado por los partidos Justicialista, Bloquista, Frente Grande, Conservador Popular, Kolina, Nueva Dirigencia, CRECER, Unidad y Progreso, Popular Participativo, Demócrata Cristiano, Partido Compromiso Social, Unidad Democrática y la adhesión del Movimiento Nacional Alfonsinista, Nuevo Encuentro, entre otros.

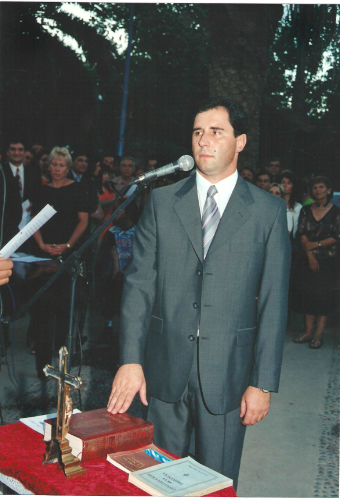
Sergio Uñac jura como intendente del departamento Pocito.

En las elecciones PASO 2019, celebradas el 31 de marzo, Sergio Uñac obtiene un triunfo contundente con más del 55% de los votos. Posteriormente, resulta victorioso en las elecciones generales de San Juan, alcanzando los 55,8 puntos, superando ampliamente a su principal opositor por más de 20 puntos.
En cuanto a las legislativas, el Frente que encabezaba Uñac, en las elecciones 2017 ganó por amplio margen, con más del 50% de los votos en ambas cámaras. En las elecciones legislativas 2021, San Juan fue una de las provincias que logró mantener la conducción oficialista en el Congreso de la Nación.
En 2016 Sergio Uñac asume la conducción del Partido Justicialista de San Juan en un acto histórico y multitudinario en la tradicional sede partidaria. Así mismo, y en el orden nacional del PJ, comenzó a desempeñarse como Consejero Nacional Federal. 
Tras elecciones internas, el 15 de marzo de 2019, Uñac fue reelecto al frente de la conducción del Partido Justicialista de San Juan con casi el 70% de los votos. Además, la lista “Todos Unidos”, que lo llevaba como candidato, se consagró ganadora en las 22 juntas departamentales de la provincia. 
El cargo de Presidente del PJ de San Juan lo desempeñó hasta agosto de 2024.

## Vicegobernador de San Juan
El 10 de diciembre de 2011, Sergio Uñac, asumió su mandato como Vicegobernador  y Presidente Nato de la Cámara de Diputados de San Juan,  sucediendo en el cargo a su hermano, Rubén Uñac, lo que significó un hecho inédito e histórico para la provincia.
Entre los principales logros alcanzados durante su gestión al frente de la Cámara de Diputados se encuentran:
- Realización del “Digesto Jurídico de la Provincia de San Juan”, con el cual se ordenaron, simplificaron y redujeron 100 años de Legislación, brindando así un gran aporte a la calidad democrática.[30]
- Política de apertura de la Cámara de Diputados a la sociedad, destacando una política de comunicación renovada a través de acciones como la creación de un sitio web participativo y con actualización permanente para comunicar la actividad legislativa en tiempo real. Impulsó el programa de Visitas Guiadas y “La Legislatura en la escuela” por el que más de 25 000 personas, principalmente alumnos de escuelas de la provincia, jubilados y turistas conocieron la Legislatura entre 2011 y 2015.[31]

- Creación del “Fondo Editorial de la Cámara de Diputados de San Juan”, permitiendo la publicación de obras de gran relevancia para toda la ciudadanía.[32] Sergio Uñac asume, el 10 de diciembre de 2011, como vicegobernador de la Provincia de San Juan.

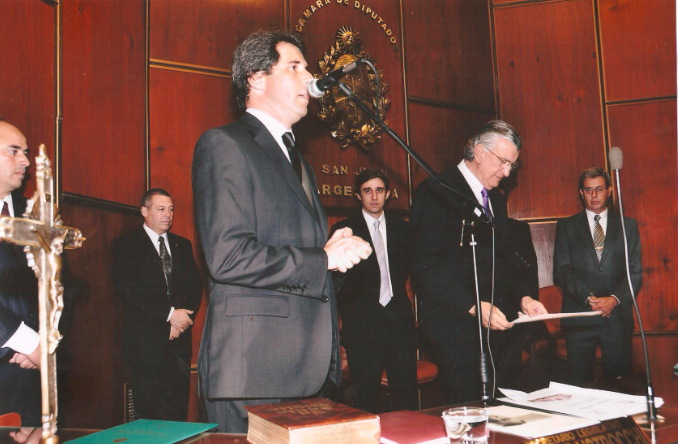
Sergio Uñac asume, el 10 de diciembre de 2011, como vicegobernador de la Provincia de San Juan.

- Realización del “Programa de Fortalecimiento de la Democracia”. con propuestas para rememorar los 30 años de la Democracia ininterrumpida que se cumplieron en la República Argentina durante 2013. Entre ellas: El Fondo para el Desarrollo del Arte, el Concurso 30 años en 30 segundos, la edición del libro “30 años, 30 historias” y el desarrollo del Ciclo de Difusión de Pensamiento Democrático.[33]
- Apoyo constante al deporte y la cultura, y reconocimiento permanente a instituciones y personas que se destacan en diversas actividades en la provincia.[34]
- Inicio del proyecto de Nuevo Edificio Anexo de la Legislatura.[35]
- Establecimiento de la Legislatura Provincial de San Juan como el Primer Edificio Público Sustentable, con políticas amigables con el medio ambiente.[36][37]
- Políticas de apoyo a la Inclusión laboral, llevando adelante el Programa Empleo con Apoyo por el que personas con discapacidad desempeñan labores en la Cámara de Diputados en el marco de pasantías inclusivas.[38]

- Organización del Congreso Iberoamericano de Municipalistas San Juan 2014, Economía y Desarrollo Local Sostenible, con la participación de más de 1000 asistentes, entre ellos más de 400 intendentes y cabezas de gobierno locales, de más de 20 países de América y Europa.[39]
- Ley de Educación de San Juan, provincia que no tenía un cuadro normativo propio sino que se regía a través de programas aplicando la ley nacional. Entre los principales cambios que implica la aplicación de esta normativa están: Educación sexual, Universalización de la sala de 4 años, Restricciones para ejercer la docencia (aquellas personas que sean denunciadas por delitos sexuales serán removidos del cargo hasta que la Justicia emita una sentencia), Régimen de inasistencias, Creación de un Consejo de Calidad Educativa y Producción de contenidos locales.[40]
- Creación de la Colección Binacional Paso de Agua Negra junto al Consejo Regional de Coquimbo, única en su tipo, que reúne obras de autores sanjuaninos y coquimbanos.[41]
- Realización del Concurso de Fomento a la Producción Literaria “San Juan Escribe”, en el cual más de 280 escritores de la provincia presentaron sus obras para la edición de las mismas.[42]

### Presidente de la UIM
En enero de 2015 Sergio Uñac fue elegido, en forma unánime, como presidente de la Unión Iberoamericana de Municipalistas. Dicho cargo lo desempeñó durante dos años al finalizar en el 2017 a partir de su elección. La UIM es un organismo internacional que agrupa a políticos, funcionarios y cabezas de gobiernos locales de más de 30 países de América y Europa destinada a desarrollar los gobiernos mediante capacitación e intercambio de experiencias. Actualmente, el Gobernador Sergio Uñac, junto con la UIM llevan adelante los Planes Estratégicos de Desarrollo Local en los departamentos de la provincia de San Juan, los que se encuentran con gran estado de avance.

## Gobernador de San Juan (2015-2023)
El 2 de junio de 2015 el Frente para la Victoria (FPV) de San Juan lo proclamó como precandidato a gobernador de la provincia en las elecciones 2015. En las Primarias Abiertas, Simultáneas y Obligatorias (PASO 2015) se consagró ganador de la interna del FPV, y el 25 de octubre del mismo año fue proclamado por la ciudadanía sanjuanina como gobernador, al obtener el 53.57% de los votos frente a los 30.63% de su competidor, Roberto Basualdo.
El 10 de diciembre de 2015 juró como gobernador de San Juan, durante la Primera Sesión Extraordinaria de la Cámara de Diputados, y brindó su primer mensaje a las autoridades y sanjuaninos presentes. Fue investido con los atributos de mando, banda y bastón, en una ceremonia llevada a cabo en el Auditorio Juan Victoria de la provincia.
Sergio Uñac, el candidato del Frente Todos, el 2 de junio de 2019 obtuvo la reelección tras superar al candidato del Frente Con Vos, Marcelo Orrego. Con este resultado, el justicialismo logró alcanzar una hegemonía de 20 años al frente de la provincia.
Bajo la gestión de Sergio Uñac se han implementado diversas políticas para el desarrollo de la infraestructura local y la inclusión social mediante soluciones habitacionales. Asimismo, su gobierno se destaca por impulsar medidas para el crecimiento de sectores como el deporte y el turismo.

### Acuerdo San Juan
En el marco de la pandemia del Covid-19 y con el objetivo de superar el impacto que generó el Covid-19 y recuperar la senda del crecimiento, el 18 de junio de 2020 el gobernador Sergio Uñac convocó a las distintas fuerzas políticas, a los representantes de la sociedad civil, del mundo del trabajo y de los sectores económicos a trabajar en conjunto para delinear acciones que permitieran superar los obstáculos generados por la pandemia.
Tras cuatro meses de intenso trabajo, el 9 de octubre de 2020 se presentaron 370 acciones a corto y mediano plazo para cumplir con los objetivos propuestos en el marco del Acuerdo San Juan.
Entre los acuerdos más importantes se destacan San Juan Trabaja, la creación del Instituto de Innovación Educativa, Compre Local – Social, Carpeta Crediticia Única, Reconversión energética de sistemas de riego, Acuerdo para una economía menos contributiva al Estado y más distributiva hacia la sociedad, Canasta de Inversiones, Reforma de la Ley de Regalías mineras, Simplificación administrativa de habilitaciones, Conectividad: San Juan Conectada, RedTulum, Diseño e Implementación de un Polo Científico Tecnológico, Implementación de un Centro de Diagnóstico de Alta Complejidad, Investigación Científica y Desarrollo Tecnológico, Diseño del Plan Provincial de Reactivación Turística y Cultural, creación de la “Mesa Provincial de Derechos Humanos”, Proyecto de Ley de Paridad de Género y participación equitativa para todos los cargos electivos, legislativos, tanto en el orden provincial como municipal, puesta en funciones de un Centro de Abordaje de Violencia Intrafamiliar y de Género, Ley de protección del patrimonio de clubes sociales y deportivos de embargos y ejecuciones e implementación de Mis Segundos Mil Días.

#### Economía e industria
Lanzamiento del programa “Precios Acordados”. Se estableció a través de la Cámara Sanjuanina de Supermercados y Autoservicios (CASSA) y  tiene el compromiso de mantener ciertos productos esenciales de la canasta básica a un precio accesible. Para ello, se firmó un Acta-Compromiso con representantes de la Cámara de Supermercados y Autoservicios con el fin de establecer los precios máximos de referencia de diez productos que conforman la canasta básica de alimentos. Los diez artículos pueden adquirirse en 21 supermercados de los departamentos. Con respecto a la canasta escolar, Los artículos, incluidos dentro del programa "Precios Acordados", se podrán conseguir en ocho librerías y una empresa de calzado.
Se implementó el programa “Origen San Juan” con el objetivo de visibilizar la producción sanjuanina, favorecer a los productores locales y estrechar vínculos comerciales con las pymes, fomentando la apertura de nuevos canales de ventas para introducir productos sanjuaninos.
Invirtió en la obra del Faena y el frigorífico en Rawson con el fin de explotar la actividad ganadera.

#### Desarrollo Social
Desarrollo de  “Mis primeros 1000 días en San Juan”, apuntado a acompañar y fortalecer el crecimiento y desarrollo de mujeres embarazadas y niños pequeños de hasta 2 años de edad. Dentro del primer año, se entregaron aproximadamente 1.800.000 raciones de distintos tipos de complementos alimentarios, tanto para embarazadas como para los niños. Además,  llegan a 2000 mujeres con un sistema de mensajes de textos gratuitos mediante los que se les envía información relacionada con mejorar la salud de la mamá y del bebé. Este, acompaña una libreta sanitaria, cumpliendo la función de llevar los controles de las embarazadas y del niño. Se entrega gratuitamente en el ámbito público y privado a las mujeres en gestación desde el primer control. 
Se inauguró el nuevo edificio de la Dirección de Personas con Discapacidad. Este cuenta con oficinas, salas de reuniones, SUM, hall central, un amplio patio para reuniones destinado a realizar diferentes talleres, pensado para las personas con discapacidad. 
Se implementó el “boleto único escolar” que representa un importante ahorro para los residentes de zonas alejadas. Se otorgaron 8 mil becas para facilitar el transporte de estudiantes de toda la provincia, lo que implicó más de 3 millones de boletos de pasajes de colectivo para categorías urbanas, interurbanas y departamentos alejados.

#### Infraestructura y vivienda
La inversión en infraestructura constituye una de las políticas más importantes de su gestión. En 2016, firmó un convenio con el ministro del Interior, Obras Públicas y Vivienda para la construcción de 227 viviendas, infraestructura y obras complementarias en Rawson, Calingasta y Albardón. Esta alianza se vio fortalecida en 2018, cuando selló otro acuerdo con el Ministerio para financiar la construcción de más de 1150 viviendas para la provincia por un monto aproximado de 1500 millones de pesos. Al finalizar su gestión, serán 13 600 las casas entregadas y en construcción, hechas por IPV y Lote Hogar. Con el objetivo de buscar alternativas para las soluciones habitacionales, en 2019, Sergio Uñac anunció la implementación del plan “Mi lote, Mi hogar”, por medio del cual la provincia iniciará un plan de entrega de lotes urbanizados para que los adjudicatarios construyan sus viviendas.
El Plan Nacional Hábitat San Juan, que destinó más de 1.235 millones de pesos para la realización de obras que garantizan el acceso a cloacas a más de 180 mil habitantes de la provincia. Las obras de cloacas beneficiarán a 1.500 vecinos de la zona centro y La Puntilla. En el barrio Pie de Palo, se acondicionaron 9 espacios verdes que están conectados por un circuito de salud. Además, se desarrollará la urbanización de un lote municipal en el que más adelante se construirán 72 viviendas. En San Juan 2030 se promoverá el desarrollo del territorio de manera equilibrada, equitativa y sustentable, considerando las potencialidades, amenazas y vulnerabilidades específicas del mismo, para la gestión, transformación y ocupación de los espacios y los recursos.
Dentro de la primera implementación del Programa 1.000 Cuadras de Pavimento se mejoró el tránsito, generando una importante fuente de empleo local, a través de una inversión de 220 millones de pesos. El gobierno aportó el 80 por ciento del dinero y los municipios el 20 restante. Dentro de la séptima edición, se espera lanzar el Nuevo Plan 2.000 Cuadras, con una mayor inversión para alcanzar un mayor kilometraje de nueva pavimentación.
El túnel de agua negra es una obra componente principal del corredor bioceánico, que conectará el centro de Argentina, con el puerto del Océano Pacífico de la ciudad de Coquimbo y el puerto de la ciudad de Porto Alegre en el Océano Atlántico. Su importancia estriba en que políticos del Cono Sur piensan que se necesita colocar su producción exportable en el mercado mundial, teniendo como objetivo principal los mercados del Asia- Pacífico. Esto provocaría un incremento en el comercio incentivando la producción exportable en las áreas de influencia del Corredor. Chile, la Región de Coquimbo, necesita la carga de los productores argentinos para que el funcionamiento de su puerto sea más dinámico. Mientras que para San Juan se espera la reactivación total de la zona norte, (Jáchal, Ischigualasto e Iglesia), desde el punto de vista económico y turístico.
Durante el 2017 se invirtieron 200 millones de dólares en el “Acueducto Gran San Juan” para terminar con la escasez de agua potable y garantizar el recurso en los próximos 50 años para una población futura superior al millón de habitantes. La megaobra asegurará el abastecimiento de agua potable a la población del Gran San Juan (Capital, Chimbas, Santa Lucía, Rawson y Capital) y de agua potable y saneamiento para los habitantes de los departamentos de Ullum y Zonda. Además, este nuevo sistema de suministro impulsará el desarrollo del sector agrícola, generará un ahorro energético con la puesta en marcha del Establecimiento Potabilizador Punta Negra y reducirá los costos de mantenimiento en la producción de agua potable.
En 2016 inauguró el Teatro del Bicentenario, convirtiéndose en uno de los espacios culturales más importantes del país. Su moderno diseño y las excepcionales condiciones tecnológicas y acústicas de la sala principal lo colocan al nivel de los mejores escenarios del mundo, permitiendo la presentación de espectáculos de gran envergadura. Como antesala del Teatro del Bicentenario se construyó la Plaza del Bicentenario, un espacio de 21.560 metros cuadrados con seis sectores diferenciados: Sector Verde Oeste, Espejo de Agua, Edificios históricos: Exestación – Baños – Andén de carga, Anfiteatro, Plaza Cívica con fuente seca y Sector Verde Este.
En febrero de 2019 inauguró el predio Costanera Complejo Ferial en Chimbas, un espacio construido como un polo de atracción, crecimiento y fortalecimiento de la ciudad y de recuperación paisajística y ambiental. La obra ofrece condiciones únicas para el desarrollo de eventos de importante envergadura. Tuvo una inversión total de $ 450.000.000 y le brindó empleo a 1.300 personas.
Se realizaron obras de infraestructura como la Central de bomberos y Policía Ecológica.

#### Salud
En el ámbito de la salud, se refaccionaron 28 centros de salud y 29 están en plan de ejecución, llevando un plan estratégico de reacondicionamiento y mantenimiento en toda la provincia.
Se invirtieron 350 millones en la ampliación y refuncionalización del Hospital mental de Zonda. Es el único en el país que pasó de ser un hospital monovalente a polivalente. También se realizó una reestructuración del Hospital Marcial Quiroga, inaugurando el servicio de cuidados críticos cardiovasculares y mejorando los servicios de Cardiología, Unidad Coronaria y Terapia Intensiva Adulto.
En materia de equipamiento se destacan las mejoras en los hospitales Lloveras y Rawson. El Hospital Dr. Ventura Lloveras, ubicado en el departamento de Sarmiento, recibió equipamiento de última generación por 2.5 millones de pesos. Puntualmente se trata de un equipo de rayos x que permite la digitalización de radiografías en tiempo real y un equipo de laboratorio de gases en sangre de iones. Por su parte, el Hospital Rawson implementó nueva tecnología y robotización, además demejoras en infraestructura y en la atención. 
Entrega de equipamiento a las 5 zonas sanitarias con el fin de jerarquizar y mejorar la atención médica en los CAPS.

#### Energía
Se amplió la Planta Solar Fotovoltaica San Juan I, con una inversión de casi 6 millones de pesos. La misma cuenta con un avanzado laboratorio y observatorio de diferentes tecnologías, siendo considerada modelo en Latinoamérica. En 2011 se inauguró la primera planta de energía solar ullunera luego de tres años de trabajo. Cuenta con 4.836 paneles fotovoltaicos instalados y posee una estación meteorológica capaz de registrar velocidad y dirección de viento a tres alturas, radiación solar mediante piranómetros y celdas de referencia, temperatura, humedad y precipitaciones. El 16 de julio de 2019 el gobernador Sergio Uñac inauguró la ampliación de esta planta solar, que pasó de producir 1,2 a 1,7 MW, lo que significan 250 hogares adicionales. 
En Cañada Honda funciona una planta de energía solar inaugurada en 2015. Este parque produce 5 MW y fue el primero en su tipo inaugurado en Latinoamérica. Genera energía para abastecer a más de 2200 casas.
Se avanzó en la construcción de la represa hidroeléctrica del dique El Tambolar. Una obra de 750 millones de dólares  que además de  generar mayor energía, potenciará el turismo y ampliará la  frontera productiva, creando más de 1000 nuevos empleos en la  provincia.

#### Justicia y seguridad
La Comisión de Reforma del Código Procesal Penal de la Provincia implementó la Ley de Procedimiento de Flagrancia, que permite detener a un sospechoso en la comisión o tentativa de un delito y juzgarlo bajo un procedimiento rápido y efectivo. Del total de imputados desde el funcionamiento de Flagrancia hasta el 27 de febrero de 2019, 341 tuvieron condena efectiva, 562 terminaron con condena condicional; 526, con suspensión de juicio a prueba; 90 casos lograron absolución sin imputación. Mientras que 20 imputados terminaron con incompetencias; 15, pendiente de audiencia de presentación y 2, pendientes de audiencia de finalización. El promedio de duración del procedimiento, desde la aprehensión hasta la condena, es de 2,54 días.

#### Deporte y Turismo
Lanzamiento del Programa Provincial Emprendedor Turístico, destinado a potenciar la prestación, calidad y rentabilidad de emprendedores y microemprendedores turísticos. El programa lleva realizadas 3 ediciones, con una inversión total de $27.500.000 y 314 proyectos financiados. En mayo de 2019,  Sergio Uñac, lanzó la cuarta edición, dotada de 12 millones en subsidios y 7 líneas de financiamiento para quienes participen.
En materia deportiva desarrolló diversas políticas fomentando el deporte como uno de los pilares de gestión:
- Inauguró 400 obras de infraestructura que mejoran las condiciones de la práctica deportiva, 24 clubes de adultos mayores donde más de 1.800 sanjuaninos practican actividad física y mejoran su calidad de vida, 50 plazas saludables y un velódromo.[84]
- Impulsó la construcción del parque turístico deportivo “San Juan Villicum”, un autódromo internacional con una longitud de 4.300 metros y una gran infraestructura deportiva que lo posiciona como uno de los mejores autódromos del mundo, siendo escenario de diversos eventos internacionales como el Superbike, Turismo Carretera, Turismo Nacional y Súper TC2000.
- Presentó de manera oficial el Turismo Nacional, categoría automovilística que desembarcó en la provincia tras 23 años de ausencia.
- Brindó apoyo a más de 550 deportistas de alto rendimiento.
- Impulsó el Programa de Deporte Adaptado, posibilitando el acceso a la práctica deportiva a más de 400 personas con discapacidad.[85]
- Desarrolló el Programa de Escuelas de Iniciación Deportiva, fomentando la práctica deportiva de más de 5.000 chicos de los 19 departamentos de San Juan.[86]
- Consolidó el Plan Provincial “Yo Amo Mi Club”, beneficiando a más de 300 instituciones.[87]
- Fue reconocido por el Senado de la Nación por su trabajo realizado con la carrera ciclística “La Vuelta a San Juan”.[88]
- En diciembre de 2018 fue elegido presidente honorario de la Unión Suramericana de Ciclismo por su gran aporte al deporte como política de Estado y su plan estratégico dentro del ciclismo.

#### Ambiente
Se lanzó la “Misión Buen Ambiente” buscando la separación en origen y recolección diferenciada de los residuos sólidos urbanos. Esto fue acompañado por una importante inversión de cerca de los 100 millones de pesos, en camiones compactadores maquinaria pesada de última generación. Por otro lado, el Parque Industrial Tecnológico Ambiental Regional (PITAR), que se ubica en el Complejo Ambiental San Juan (junto al Parque de Tecnologías Ambientales y Centro de Educación Ambiental Anchipurac), consiste en la radicación de industrias que generarán sinergias entre sí a partir del agregado de valor de los materiales recuperados de los residuos sólidos urbanos de la región, mediante la manufacturación de productos.

#### Transporte
Se entregaron 383 licencias de taxis y remises, y se crearon líneas de créditos para la renovación de unidades. En la continuidad de la política oficial de ordenamiento del sistema de transporte público, los conductores recibieron las licencias que los habilita a ejercer su actividad de manera regular.